# タメルラーノ (ヘンデル)

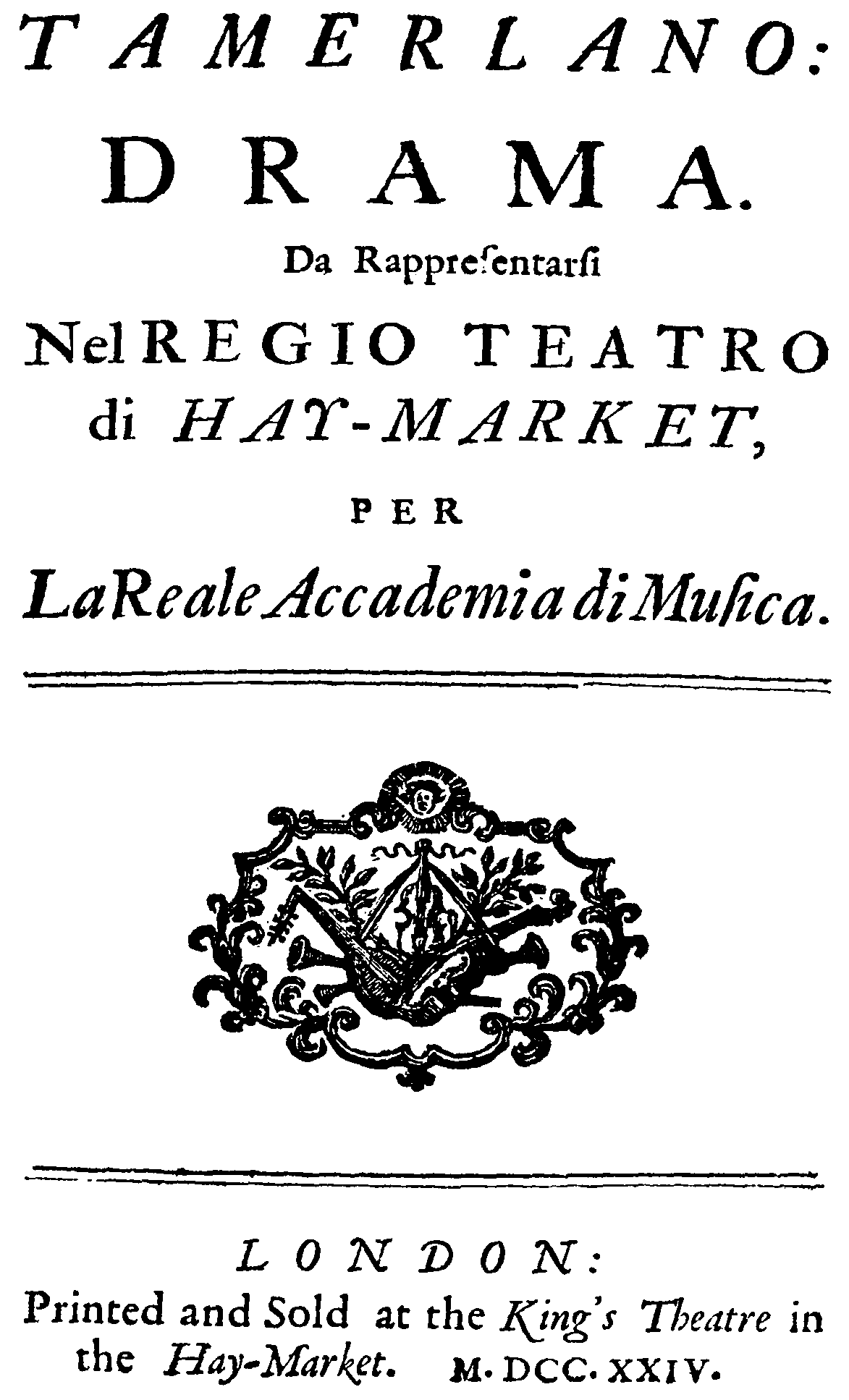
1724年の初演時のリブレット

『タメルラーノ』（Tamerlano）HWV 18は、ゲオルク・フリードリヒ・ヘンデルが1724年に作曲したイタリア語のオペラ・セリア。ティムールとオスマン帝国のバヤズィト1世が戦ったアンカラの戦いを背景とする作品である。
ハッピーエンドで終わることがほとんど義務であったバロック・オペラの中にあって、本作はかなり悲劇的な内容になっている。登場人物の死が舞台上で描かれるのも異例である。
この時期、オペラ作家としてのヘンデルの創作活動は充実しており、『エジプトのジュリアス・シーザー』、本作、『ロデリンダ』の3作を約1年の間に次々と発表している。

## 概要

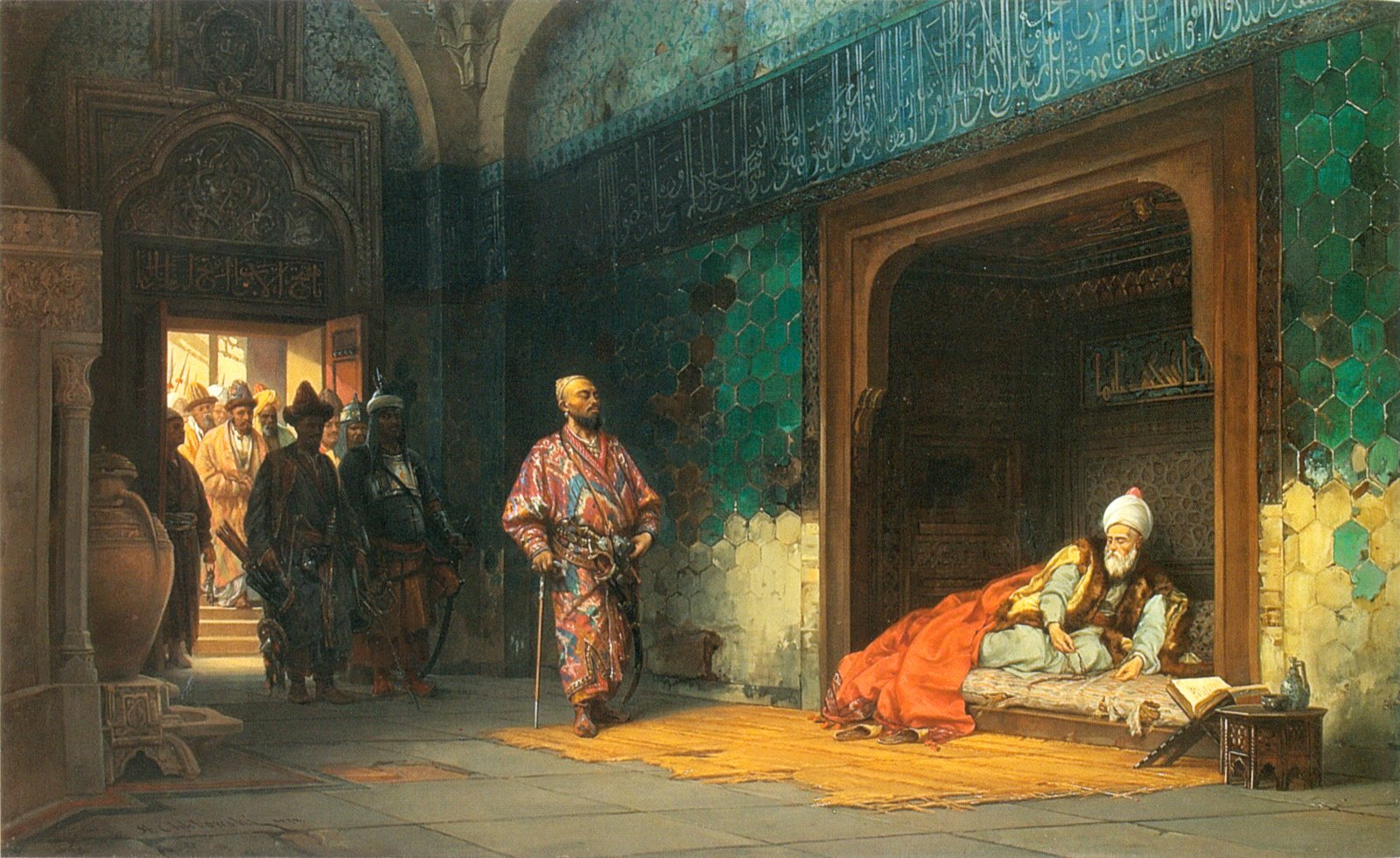
ティムールの捕虜になったバヤズィト1世。スタニスワフ・フレボフスキ画（1878年）

台本はニコラ・プラドン『タメルラン』を原作としてアゴスティーノ・ピオヴェーネが書いた台本をニコラ・フランチェスコ・ハイムが改作したものである。ピオヴェーネの台本は1711年にフランチェスコ・ガスパリーニの作曲したオペラがヴェネツィアで上演されているほか、多数の作品の元になっている（アントニオ・ヴィヴァルディの『バヤゼット』、ヨゼフ・ミスリヴェチェクの『タメルラーノ大王』など）。
自筆譜に記された日付によると、『タメルラーノ』は1724年7月3日に作曲を開始し、わずか20日後の7月23日に完成している。しかし、バヤゼット（バヤズィト1世）役のために新しくテノール歌手フランチェスコ・ボロジーニが雇われたため、ヘンデルはボロジーニに合わせて曲の多くを改訂しなければならなくなった（ボロジーニは自分のために改訂された台本を持ってきていた）。カストラート全盛の当時のオペラ・セリアにあって、テノールが英雄の役を歌うのは異例だった。
オペラは1724年10月31日にロンドンのヘイマーケット国王劇場で初演された。秋のシーズン中に9回、1725年5月にも3回上演された。1725年にはハンブルクでもレチタティーヴォ部分をドイツ語に翻訳して公演された。
音楽は当時の定型であったレチタティーヴォとアリアの枠組みを使用しているが、重要な場面では技巧をつくしたアリオーゾが出現したり、レチタティーヴォ・セッコを途中で突然アッコンパニャートに変化させることによって劇的な効果をあげている。最後はこれも当時の定型であった全員の合唱による大団円に終わるが、その音楽は非常に暗い。
バヤゼットの歌うアリアのうち2曲は、ヘンデルの旧作であるオラトリオ『復活』および『ブロッケス受難曲』から転用されており、宗教曲的な響きを持つ。

## 編成
コルネット2、リコーダー2、フルート2、オーボエ2、ファゴット、弦、通奏低音。

## 登場人物
初演では、バヤゼットをボロジーニ、ヒロインのアステリアをフランチェスカ・クッツォーニ、アンドロニコをカストラートのセネジーノが演じた。タイトルロールのタメルラーノはカストラートのアンドレア・パチーニが演じた。
- タメルラーノ（ティムール）：コントラルト（カストラート）- タルタルの皇帝。
- バヤゼット（バヤズィト）：テノール - オスマン帝国の皇帝。
- アステリア：ソプラノ - バヤゼットの娘。
- アンドロニコ：コントラルト（カストラート）- ギリシアの王子。
- イレーネ：コントラルト - トレビゾンドの王女。タメルラーノの婚約者。
- レオーネ：バス - タメルラーノおよびアンドロニコの腹心。

## あらすじ

### 第1幕
オスマン皇帝バヤゼットはタメルラーノに敗れてその捕虜になっている。ギリシアの王子アンドロニコは最初バヤゼットのもとにあったが、現在はタメルラーノに臣従している。
アンドロニコはバヤゼットの娘のアステリアと愛しあっていたが、タメルラーノはアステリアにひとめぼれし、婚約者であるトレビゾンド王女のイレーネをアンドロニコにまわして、自分がアステリアと結婚しようとする。そのことを聞いたアステリアはアンドロニコが出世のために自分を利用したと考えて嘆く。バヤゼットはタメルラーノと娘との結婚を認めない。
イレーネもタメルラーノの心変わりに憤るが、アンドロニコの策略で従者に変装し、頃合いをみはからって正体をあらわすことにする。

### 第2幕
アステリアはタメルラーノとの結婚を承諾し、タメルラーノは本人の承諾があるならば父親が認める必要はないと考える。アンドロニコはアステリアを止めようとするが、アステリアはアンドロニコの懇願を振り切る。
レオーネがイレーネを従者としてタメルラーノに紹介する。
バヤゼットは、オスマンの神聖な血がタルタルと混じってはならないと主張してタメルラーノを侮辱し、アステリアを勘当する。アステリアは玉座から降り、結婚は実はタメルラーノに近づいて暗殺するための策略だったことを明かす。タメルラーノは怒り、アステリアとバヤゼットを獄につなぐように命令して去る（タメルラーノ、バヤゼット、アステリアの三重唱）。
アステリアは自分が不実だったかどうかをたずねる。バヤゼット、アンドロニコ、イレーネはそれぞれアステリアの態度が立派であったことを証言する歌を歌う。アステリアは自分は暗殺には失敗したが、タメルラーノの心を傷つけることはできたと歌う。

### 第3幕
バヤゼットはアステリアに毒を渡し、はずかしめられそうになったら飲むようにいう。
タメルラーノはまだアステリアのことを思い切れず、アンドロニコにとりなしを頼むが、アンドロニコは自分がアステリアの恋人であることを明かして拒絶する。怒ったタメルラーノが去った後、アンドロニコとアステリアは二重唱を歌う。
タメルラーノはアステリアを奴隷に落とし、バヤゼットの見ている前で自分に水を持ってくるように命令する。アステリアはひそかに水に毒を入れるが、それを見ていたイレーネが正体を明かして妨害したために失敗する。アステリアは自ら水を飲んで死のうとするが、アンドロニコに止められる。バヤゼットは激しい怒りのアリアを歌う。イレーネは、過去のしがらみを水に流すようにタメルラーノに勧める。
レオーネがタメルラーノのもとに現れ、バヤゼットが譲歩を申し出たと報告する。タメルラーノはバヤゼットを呼びだすが、そこに現れたバヤゼットはすでに毒を飲んでおり、複雑なレチタティーヴォとアリオーゾを歌う。管弦楽の音が次第に少なくなり、バヤゼットが死んだことを表す。
アステリアとアンドロニコも後を追って自殺しようとするが、バヤゼットの様子に心を打たれたタメルラーノは、アンドロニコにアステリアと結婚してビザンティウムで即位することを認める。タメルラーノはイレーネにも謝罪し、全員の合唱で劇を終える。